# Tarvasjoki
Tarvasjoki is een voormalige gemeente in het Finse landschap Varsinais-Suomi. De gemeente had een totale oppervlakte van 102 km² en telde 1932 inwoners in 2003. In 2015 werd de gemeente bij Lieto gevoegd.

## Geboren in Tarvasjoki
- Gustaf Mauritz Armfelt (1757), Zweedse graaf en diplomaat
- Toivo Kivimäki (1886), jurist, hoogleraar, diplomaat en politicus

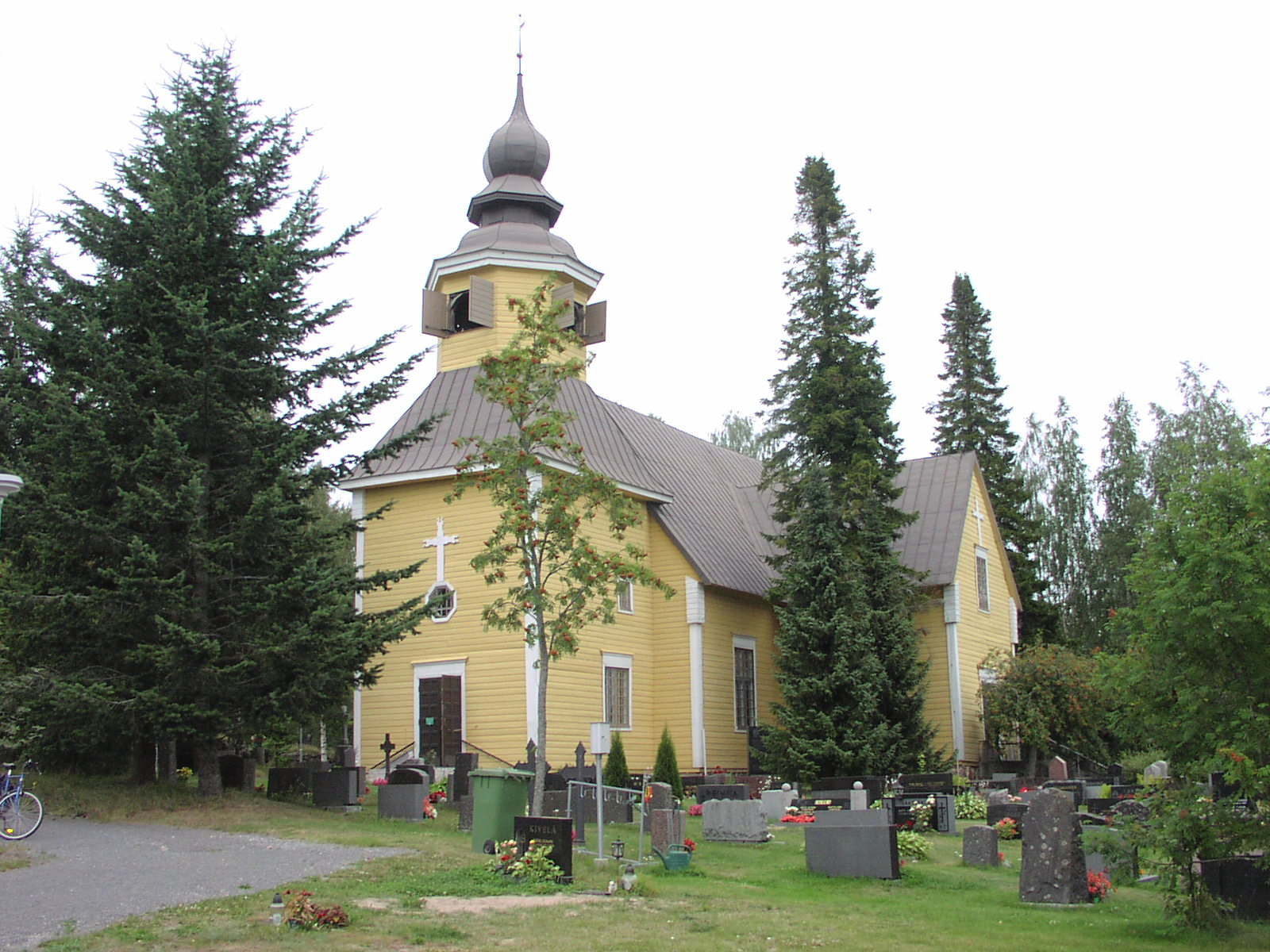
Kerk van Tarvasjoki

Aura · Kaarina · Kimitoön · Koski Tl · Kustavi · Laitila · Lieto · Loimaa · Marttila · Masku · Mynämäki · Naantali · Nousiainen · Oripää · Paimio · Pargas · Pyhäranta · Pöytyä · Raisio · Rusko · Salo · Sauvo · Somero · Taivassalo · Turku · Uusikaupunki · Vehmaa
Voormalige gemeenten:
Alastaro · Angelniemi · Askainen · Dragsfjärd · Halikko · Hitis · Houtskär · Iniö · Kakskerta · Kalanti · Karinainen · Karjala · Karuna · Kimito · Kiikala · Kisko · Korpo · Kuusisto · Kuusjoki · Lemu ·   Loimaan kunta · Lokalathi · Maaria · Mellilä · Merimasku · Metsämaa · Mietoinen · Muurla · Naantalin maalaiskunta · Nagu · Paattinen · Pargas · Pargas landskommun · Perniö · Pertteli · Piikkiö · Pyhämaa · Rymättylä · Särkisalo · Somerniemi · Suomusjärvi · Tarvasjoki · Uskela · Uudenkaupungin maalaiskunta · Vahto · Västanfjärd · Velkua · Yläne